# Jon Barwise
Kenneth Jon Barwise (1942-2000) est un mathématicien, philosophe et logicien américain.

## Biographie
Jon Barwise est l'élève de Solomon Feferman à l'université Stanford et commence ses recherches en logique infinitaire. Il est par la suite assistant professeur à l'université Yale et à celle du Wisconsin, période durant laquelle il s'intéresse aux langues naturelles. Il retourne à Stanford en 1983 pour diriger le Center for the Study of Language and Information (Centre d'étude du langage et de l'information (en)). En 1990, il commence à enseigner à l'université de l'Indiana à Bloomington.
L'une des thèses de Barwise est que si l'on explicite le contexte dans lequel une proposition est énoncée, de nombreux problèmes de logique appliquée peuvent être résolus. Il réfléchissait, « pour comprendre le sens et l'inférence, dans une théorie générale de l'information qui nous emmènerait en dehors du royaume des phrases et relations entre phrases de n'importe quel langage, naturel ou formel ». Il considérait en particulier qu'une telle approche apportait la solution du paradoxe du menteur, dans le livre The Liar, écrit avec John Etchemendy. Il a pour cela recours à la théorie des ensembles de Peter Aczel pour comprendre les « cercles vicieux » du raisonnement.
Avec son ancien collègue de Stanford, John Etchemendy, il rédige Language, Proof and Logic, qui connaît un certain succès populaire. Cet ouvrage se démarque par le fait qu'il contient plusieurs exercices et exemples de problèmes assistés par ordinateur, dont certains donnent une représentation visuelle.
En 1999, on lui diagnostique un cancer du côlon ; il passe le reste de sa vie à traiter sa maladie.

## Prix et distinctions
En 1974, il est orateur invité au Congrès international des mathématiciens, à Vancouver.
En 1999, il est élu membre de l'Académie américaine des arts et des sciences.
En 2000, il est Gödel Lecturer.
Le prix Barwise (en) (annuel) est créé en 2002 en son honneur.

## Publications
- 1977 : Handbook of Mathematical Logic, ouvrage collectif dont Jon Barwise est le coordinateur, North-Holland  (ISBN 9780720422856), rééd. 1991  (ISBN 9780720422856)
- 1988 : The Situation in Logic  (ISBN 0-937073-32-6)
- 1987 : The Liar: An Essay in Truth and Circularity, avec John Etchemendy  (ISBN 0-19-505944-1)
- 1996 : Vicious Circles. On the Mathematics of Non-Wellfounded Phenomena, avec Lawrence S. Moss  (ISBN 1-57586-008-2)
- 1983 : Situations and Attitudes, avec John Perry, Cambridge, MIT Press  (ISBN 1-57586-193-3)
- 1993 :  Tarski's World, avec J. Etchemendy. Stanford, Calif: CSLI Publ.
- 1997 : Information Flow: the Logic of Distributed Systems, avec Jerry Seligman  (ISBN 0-521-58386-1)
- 2002 : Language, Proof and Logic, avec John Etchemendy  (ISBN 1-57586-374-X)